# Waycross
Waycross è una città degli Stati Uniti d'America, situata nello Stato della Georgia e in particolare nella contea di Ware, della quale è il capoluogo. Una minima porzione della città si estende nella contea di Pierce.